# Dietrichschlag (Gemeinde Ulrichsberg)
Dietrichschlag ist eine Ortschaft in der Gemeinde Ulrichsberg im Bezirk Rohrbach in Oberösterreich.

## Geographie
Das Dorf Dietrichschlag befindet sich südlich des Gemeindehauptorts Ulrichsberg am rechten Ufer der Großen Mühl. Die Ortschaft umfasst 12 Adressen (Stand: 1. April 2020). Sie ist Teil der 22.302 Hektar großen Important Bird Area Böhmerwald und Mühltal.

## Kultur und Sehenswürdigkeiten

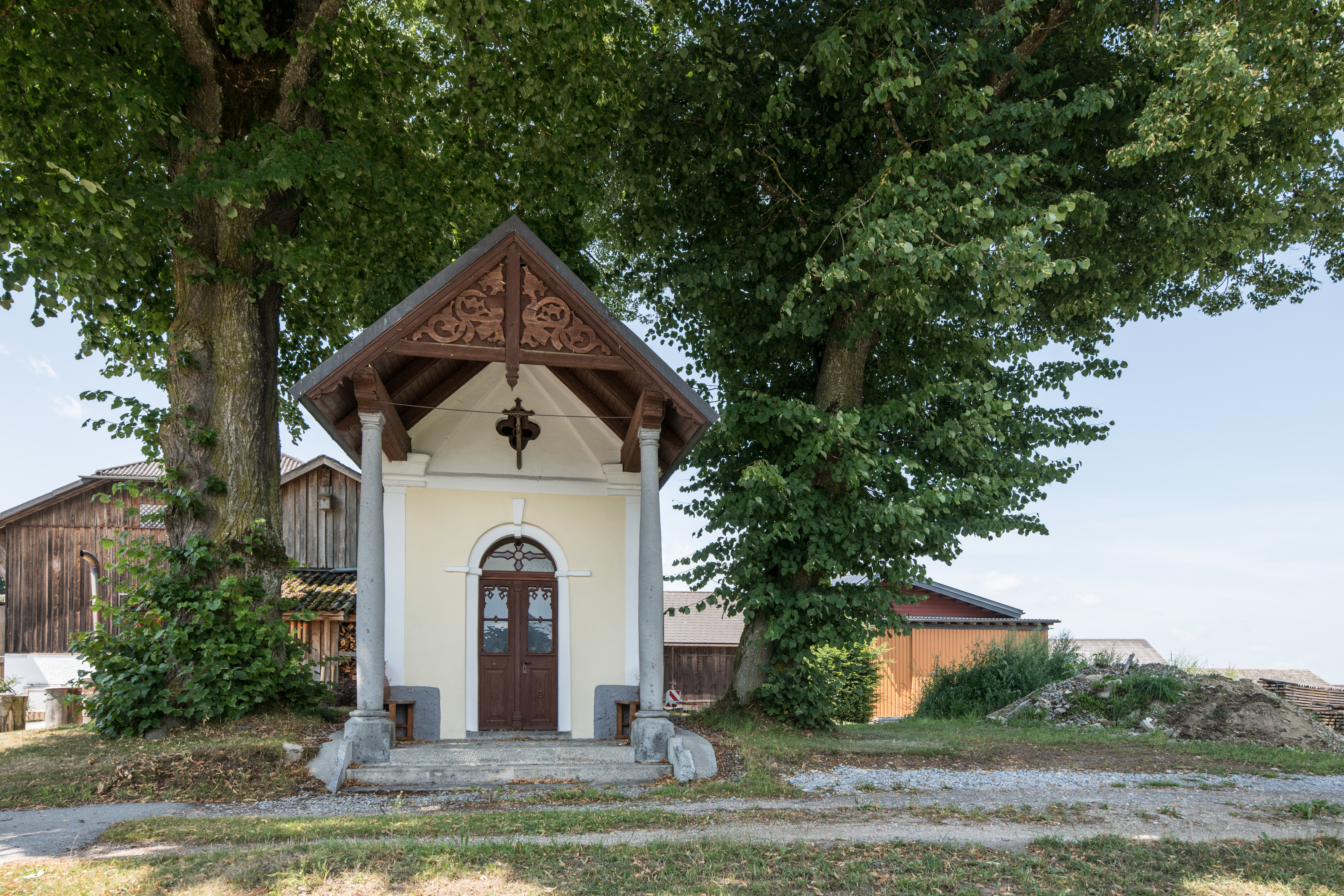
Kapelle in Dietrichschlag

Die Kapelle in Dietrichschlag wurde wahrscheinlich im 19. Jahrhundert errichtet. Die Pietà im Innenraum wurde um das Jahr 1900 von Laurenz Pröll gestiftet, einem Chorherrn von Stift Schlägl, der aus Dietrichschlag stammte. Etwa zur gleichen Zeit stiftete Laurenz Schlägl auch das große Holzkreuz, das an der Großen Mühl steht. Der Hof Dietrichschlag Nr. 1 ist mit der Jahreszahl 1902 bezeichnet. Der 4 km lange Wanderweg Sonniger Steig führt durch den Ort.

## Persönlichkeiten
- Florian Pröll (1913–1993), römisch-katholischer Ordensgeistlicher, Abt von Stift Schlägl